# Morgins

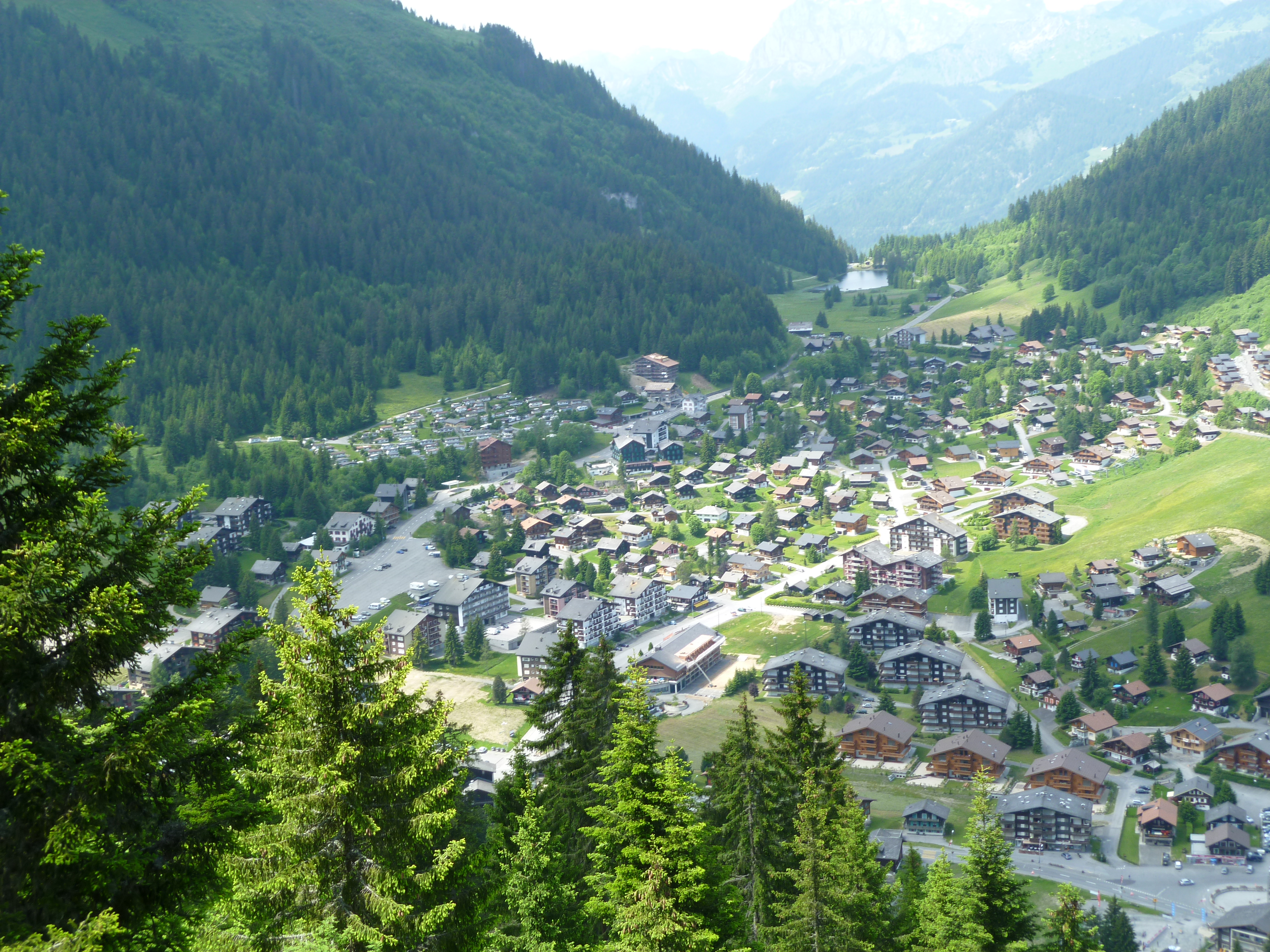
Blick auf Morgins und Pas de Morgins

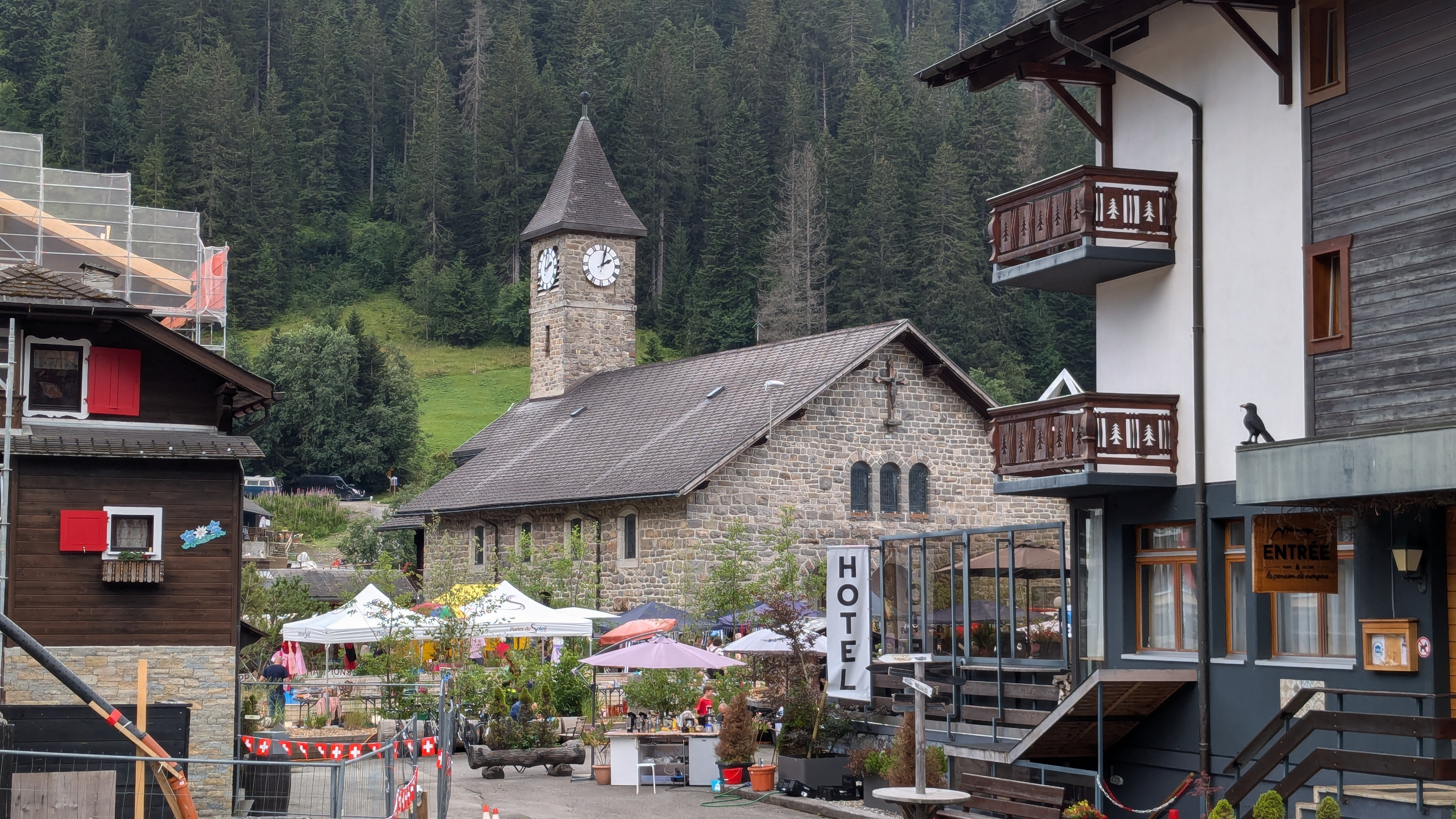
Kirche Morgins

Morgins ist ein Feriendorf im Kanton Wallis, Schweiz. Politisch gehört das Dorf zur Gemeinde Troistorrents im Bezirk Monthey.
Morgins ist bekannt für sein Skigebiet und gehört zum Wintersportgebiet Portes du Soleil. Es liegt auf 1333 m Höhe im Val de Morgins, einem Seitental des Val d’Illiez im Gebiet Chablais.
Durch das Dorf führt die Strasse zum Pas de Morgins, welcher das Wallis mit Haute-Savoie in Frankreich verbindet.
2001 lebten ca. 600 Personen im Dorf.

## Geschichte

Luftbild (1964)

Ende des 19. Jahrhunderts lebten im kleinen Weiler Morgins 47 Einwohner. Ab den 1820er Jahren entwickelte sich Morgins dank der touristischen Nutzung seines eisenhaltigen Wassers. Im 1846 erbauten und 1981 abgerissenen Grand Hôtel des Bains verbrachten Gäste aus England, Deutschland und Frankreich ihre Badekuren.
Zwischen 1864 und 1867 wurde der Saumpfad von Troistorrents durch eine Fahrstrasse ersetzt. 1870 erfolgte der Bau einer Kapelle (heute Kirche Mariä Himmelfahrt).
Ab 1947 ermöglichte der Bau der ersten Sesselbahnen auf La Foilleuse und Les Têtes die Entwicklung des Skigebiets. 1961 vereinbarte Morgins als erstes Skigebiet in der Schweiz eine Zusammenarbeit mit einem französischen Wintersportort (Châtel). Der Grundstein zum französisch-schweizerischen Wintersportgebiets Portes du Soleil war damit gelegt. In der Folge entwickelte sich das Skigebiet in Richtung Champéry (Schweiz) und Châtel.
Heute ist Morgins eine beliebte Skidestination. Im Sommer bietet Morgins eine grosse Anzahl von Wanderwegen und ein grenzüberschreitendes Wegnetz für Mountainbiker.

## Mit der Gemeinde verbundene Persönlichkeiten
- Didier Défago, Olympiasieger bei den Olympischen Spielen in Vancouver (2010) und Sieger u. a. der Rennen in Kitzbühel (AUT) und Wengen (SUI)
- Joël Gaspoz, Sieger des Riesenslalom-Weltcups 1986 und 1987
- Martial Donnet, Sieg im Slalom-Weltcup 1978,
- Yannick Ecoeur, Sieger der Patrouille des Glaciers mit neuem Rekord,
- Benoît Fellay, Mountainbiker, dreifacher DH-Master-Weltmeister 2007, 2008 und 2009
- Guillaume Nantermod, Weltmeister im Snowboardcross.
- Marie Bovard, Juniorenweltmeisterin im Ski Freeride 2018 und 2019
- Philippe Nantermod, PLR Nationalrat gewählt 2015